# Pla del Plans
El Pla del Plans és una plana a cavall dels termes municipals de Sant Quirze Safaja, a la comarca del Moianès, i de Sant Martí de Centelles, de la d'Osona.
Està situada en el sector nord del terme, al nord-est de la masia dels Plans, a llevant de la de Can Sants i al sud-est de la de Cal Mestre, a la dreta del Rossinyol.